# Force aérienne hondurienne
La Force aérienne du Honduras (en espagnol :  Fuerza Aérea Hondureña) est la composante aérienne des forces armées du Honduras. C'est en 2020 une des rares forces aériennes d'Amérique centrale à disposer d'une véritable capacité au combat aérien.

## Histoire

### Origines
Même si officiellement sa constitution remonte à 1931 il faut souligner que le Honduras avait déjà entamé une partie de son histoire militaire avec l'aéronautique dix ans plus tôt, lorsque le mercenaire et aviateur canadien Dean Ivan Lamb (en) avait loué ses services au pays. Celui-ci volait alors sur un biplan britannique Bristol F.2 Fighter. Lamb avait été initialement contacté par l'ambassade américaine de Tegucigalpa. L'aviateur arriva dans la capitale hondurienne le 19 avril 1921. Dès lors Lamb, assisté des Américains, apporta un soutien réel aux Honduriens qui créèrent en 1924 une première école d'aviation équipée d'Aviatik et de Caudron G.3 racheté en Italie. Les biplans allemands avaient été remotorisés par Fiat.
Lors de sa création officielle en décembre 1931 la Fuerza Aérea Hondureña disposait donc d'un noyau de pilotes, dont certains avaient près de huit ans d'expérience. Parmi les premiers avions qu'elle acquit figurait deux Bellanca CH-200 (en). La montée en puissance fut lente pour cette force aérienne.

### Seconde Guerre mondiale
Jusqu'à l'aube de la Seconde Guerre mondiale elle n'utilisa quasiment que des avions civils dont un Beechcraft Staggerwing et sept Boeing Model 40, ces derniers étant rachetés d'occasion auprès de compagnies américaines. Trois avions de transport Boeing Model 95 (en) furent néanmoins transformés en bombardiers de reconnaissance avec trois mitrailleuses Browning de calibre 0.30 et 500 kilogrammes de bombes. Ce furent les premiers avions d'armes honduriens.
Allié des États-Unis, le Honduras reçut plusieurs modèles d'avions américains, comme le Fairchild Model 45, le Lockheed L-10 Electra, ou le Ryan STA (en). Des North American NA-27 furent fournis en 1943 en provenance des surplus de l'US Army Air Forces. Au moins un planeur militaire TG-4 fut également fourni pour des missions d'entraînement aérien. Deux amphibies Grumman JRF-6 avaient également été prélevés sur les stocks de l'US Navy.

### Après guerre
Comme nombre de pays alliés des États-Unis, le Honduras reçut plusieurs avions de combat provenant des importants stocks post-1945. Ainsi en 1948 les premiers chasseurs firent leur apparition sous la forme de Bell P-63E Kingcobra et de Lockheed P-38L Lightning.
Divers autres matériels furent fournis, dont des Martin B-26C. En 1953 la Force aérienne du Honduras entra dans l'ère de l'avion à réaction avec ses premiers jets Lockheed F-80A Shooting Star. Cependant ces avions ne demeurèrent pas longtemps en service. Ils furent remplacés dès 1955 par des North American F-51D Mustang et des Vought F4U-5 Corsair.

### Guerre du football
En juillet 1969 à la suite d'un match de football entre les équipes nationales du Honduras et du Salvador éclata la Guerre du football qui dura quatre jours et vit s'affronter les deux pays et notamment leurs forces aériennes. Si les fantassins salvadoriens eurent parfois le dessus, l'aviation hondurienne surclassa largement son ennemi, et dans les deux camps on vit des Mustang et des Corsair s'affronter. Le Honduras revendiqua plusieurs victoires aériennes.

### Modernisation dans les années 1970/1980
Dans les années 1970, la FAH est devenue la force aérienne la plus puissante d'Amérique centrale avec des livraisons de six anciens intercepteurs F-86K Sabre vénézuéliens en 1970, suivis de dix ex-F-86E Mk.IV yougoslaves en 1976. Ceux-ci ont été augmentés par des livraisons de 17 Cessna A-37 Dragonfly en provenance des États-Unis à partir de 1975. La FAH a établi un lien solide avec Israël lorsque 21 chasseurs bombardiers Dassault Super Mystère B2 ex-Israéliens ont été achetés entre 1976 et 1978. Il s'agissait du premier avion supersonique entrant dans les forces armées en Amérique centrale (le Mexique ne reçut ses F-5 qu'en 1982) et, étant armé de missiles air-air Rafael Shafrir, surpassa facilement les forces aériennes de tous les pays voisins. La révolution sandiniste au Nicaragua entraîna une nouvelle augmentation de la capacité de le FAH, le pays étant devenu un allié privilégié des États-Unis, les deux premiers de 10 Northop F-5E et 2 F-5F sont livrés le 15 décembre 1987, les quatre derniers le 22 janvier 1989.
Les F-86 ont été retirés en 1986 tandis que les Super Mystère ont servi en nombre toujours décroissant jusqu'en 1996, laissant à cette date 10 F-5 et 10 A-37 comme force de combat du FAH, augmenté de 9 Embraer EMB 312 Tucanos. Les difficultés économiques et le temps ont fait des ravages sur l'état de fonctionnement des aéronefs et on estime que pas plus de trois à cinq F-5 et peut-être trois à six A-37 restent utilisables en 2016.

### Lutte contre le trafic de stupéfiant
Un Dassault Super Mystère B2 (SMB2) hondurien a abattu au canon de 30 mm un Douglas DC-3 faisant du trafic de stupéfiants le 9 mars 1983. Un CASA C-101 Aviojet abat également au canon un C-47 en 1987.

### Incursions nicaraguayennes
À l'époque du Sandinisme, plusieurs incidents frontaliers se produisirent entre le Nicaragua et le Honduras, qui appuyait les contras, dont le plus violent eut lieu le 13 septembre 1985 lorsque des hélicoptères Mi-8 et Mi-24 franchirent la frontière pour poursuivre un groupe de contras. Les hélicoptères nicaraguayens furent interceptés par la chasse hondurienne, et notamment des Dassault Super Mystère B2 qui leur tirèrent dessus. Un Mi-8 ou un Mi-24 fut abattu et le second endommagé.
Après ce sévère accrochage certains émirent l'hypothèse que la CIA avait fourni des radars au Honduras.

### Années 2020
Le 16 octobre 2024, elle reçoit les deux premiers des quatre hélicoptères Airbus Helicopters H145 commandés à cette date ; deux autres étant envisagé.

## Inventaire

### Aéronefs en service
Les appareils en service en 2016 sont les suivants:
| Aéronefs                     | Origine         | Type                                           | En service      | Versions           |
| Avion de chasse              | Avion de chasse | Avion de chasse                                | Avion de chasse | Avion de chasse    |
| ---------------------------- | --------------- | ---------------------------------------------- | --------------- | ------------------ |
| Northrop F-5 Tiger II        | États-Unis      | Avion de combat                                | 6               | F-5E/F             |
| Cessna A-37 Dragonfly        | États-Unis      | Avion d’attaque au sol                         | 9               |                    |
| Avion de transport           |                 |                                                |                 |                    |
| Lockheed C-130 Hercules      | États-Unis      | Avion de transport                             | 1               | C-130A             |
| IAI Arava                    | Israël          | Avion de transport                             | 1               |                    |
| Let L-410 Turbolet           | Tchécoslovaquie | avion de transport léger                       | 3+1             |                    |
| Cessna 208 Caravan           | États-Unis      | avion de transport léger                       | 1+1             |                    |
| Aero Commander               | États-Unis      | Avion de transport de personnels               | 2               |                    |
| Avion de patrouille maritime |                 |                                                |                 |                    |
| Beechcraft King Air          | États-Unis      | Avion de surveillance & de patrouille maritime | 1               | King Air 200 (MPA) |
| Avion d'entraînement         |                 |                                                |                 |                    |
| Embraer T-27 Tucano          | Brésil          | Avion d'entraînement                           | 3+3             |                    |
| Embraer A-29 Super Tucano    | Brésil          | Avion d'entraînement et d'attaque au sol       | 0+2             |                    |
| Hélicoptère                  |                 |                                                |                 |                    |
| Bell 412                     | États-Unis      | Hélicoptère de transport                       | 3               |                    |
| Bell UH-1 Iroquois           | États-Unis      | Hélicoptère de transport léger                 | 5               | UH-1H              |
| Aérospatiale AS350 Écureuil  | France          | Hélicoptère de transport léger                 | 1               |                    |

### Anciens aéronefs
Voici une liste, non exhaustive, d'anciens aéronefs désormais retirés du service au Honduras.
| - Beechcraft AT-11 Kansan - Beechcraft Staggerwing - Bell P-63E Kingcobra - Boeing Model 40 | - Canadair CL-13 - Consolidated PB4Y-2B Privateer - Curtiss Condor II - Dassault Super Mystère B2 | - Fairchild C-82A Packet - Fairchild Model 45 - Grumman JRF-6 - Hughes 369 | - Lockheed F-80A Shooting Star - Lockheed L-10 Electra - Lockheed P-38L Lightning - Martin B-26C | - North American F-51D Mustang - North American NA-27 - Piper PA-28 Warrior - Sikorsky CH-19E | - Stinson L-13 - Sud Aviation T-28 Fennec - Vought F4U-5 Corsair |

## Installations militaires

### Bases aériennes
La Force aérienne du Honduras dispose de quatre bases aériennes principales. Hormis celle de Soto Cano, elles ont un usage civil et militaire :
- Base aérienne de Soto Cano près de Comayagua opérée conjointement avec l'USAF depuis 1981,
- Base aérienne Coronel Hector Caraccioli Moncada près de La Ceiba, depuis le 25 octobre 1978,
- Base aérienne Coronel Hernan Acosta Mejia près de Tegucigalpa depuis les années 1930,
- Base aérienne Coronel Armando Escalon Espinal près de La Lima depuis 1969.

Une installation militaire se trouve également sur l'aéroport international de Toncontín, dans la banlieue de la capitale.

### Écoles
Une école de formation des futurs pilotes existe sous la forme de l'Académia Militar de Aviacion stationnée sur la base aérienne de Soto Cano. Elle a la charge de la totalité des aéronefs d'entraînement, et notamment les quatre Aviojet qui était en service.

## Photos

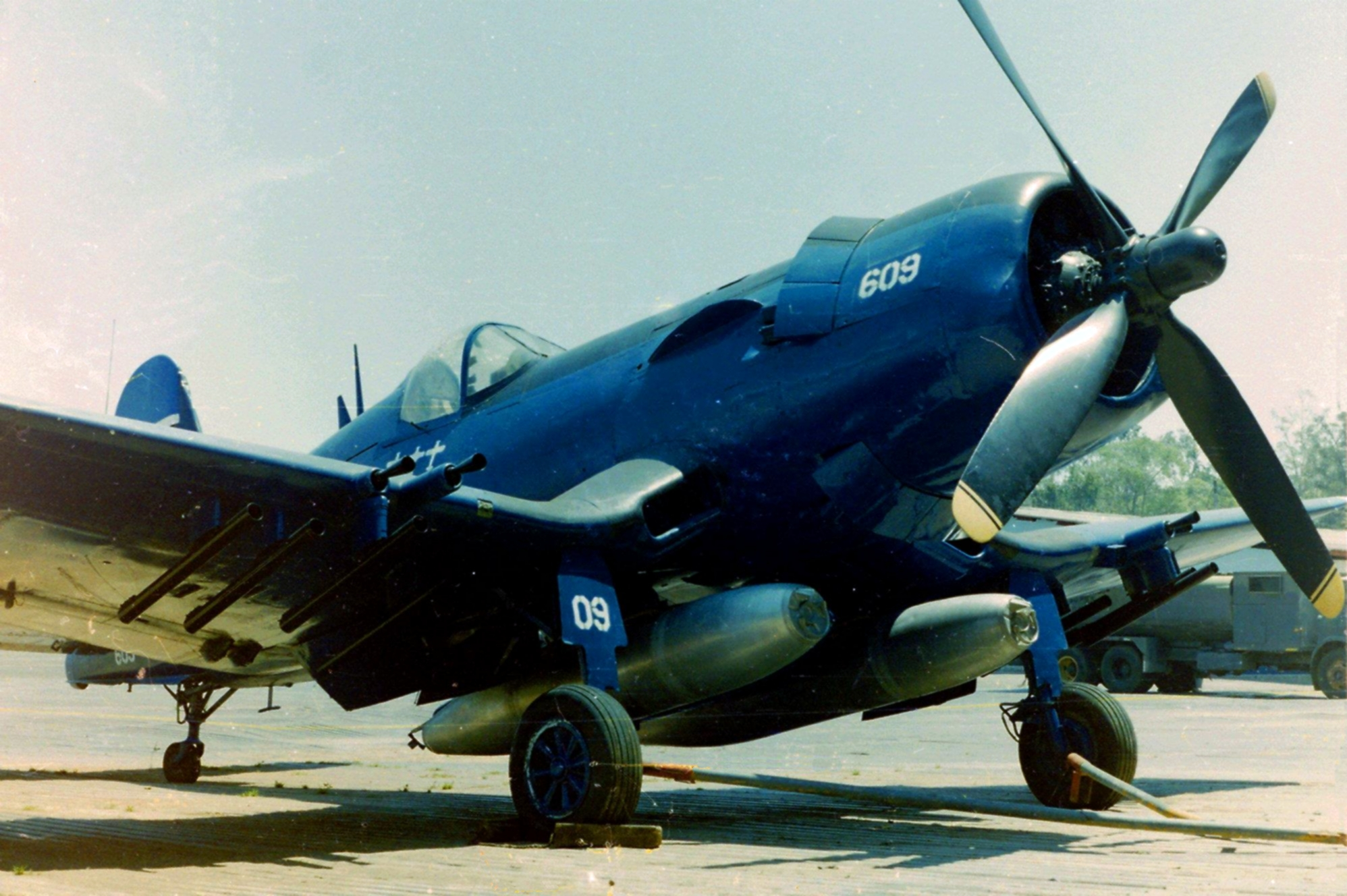
Vought F4U-5 Corsair.
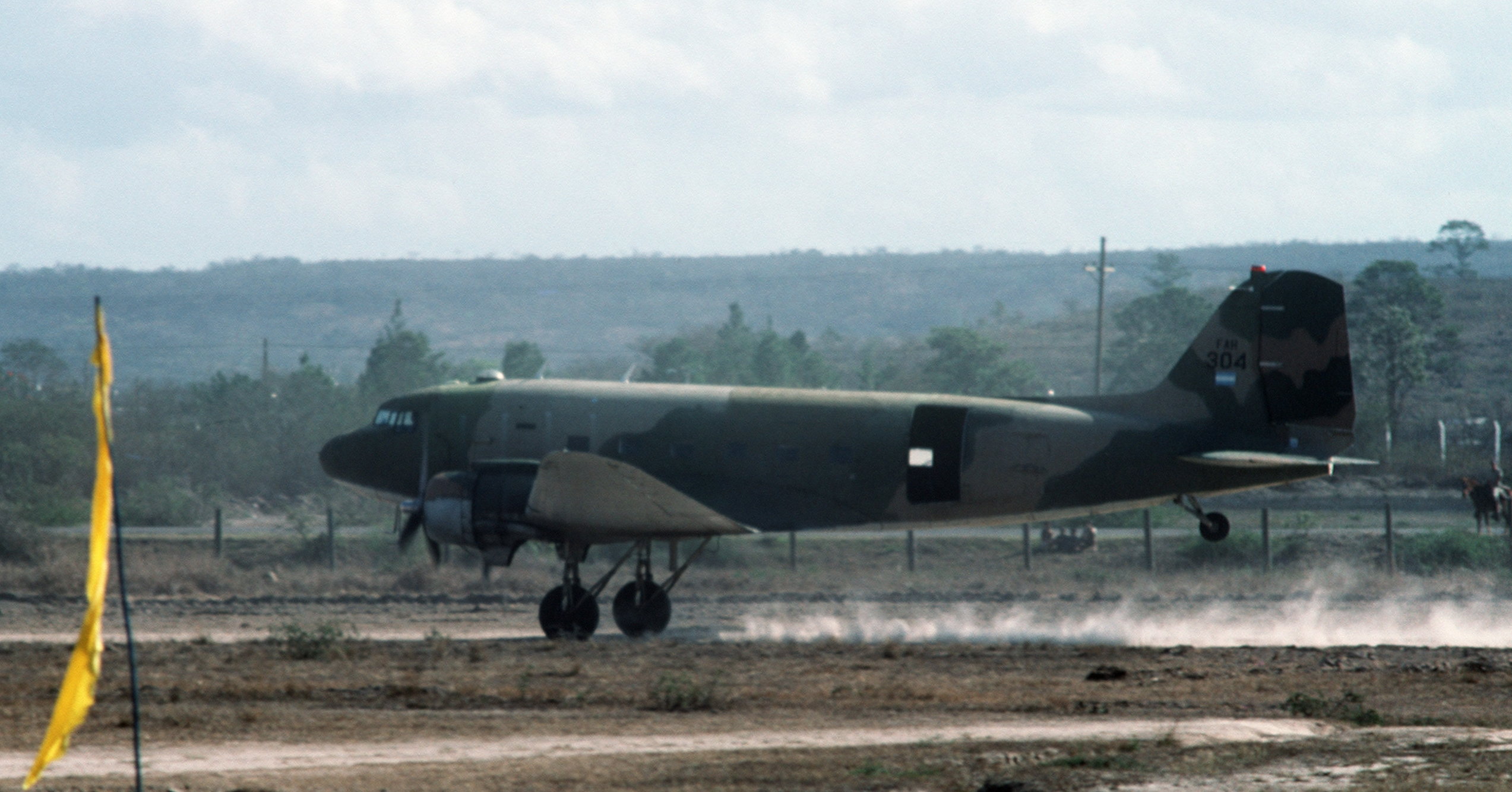
Douglas C-47A Skytrain.
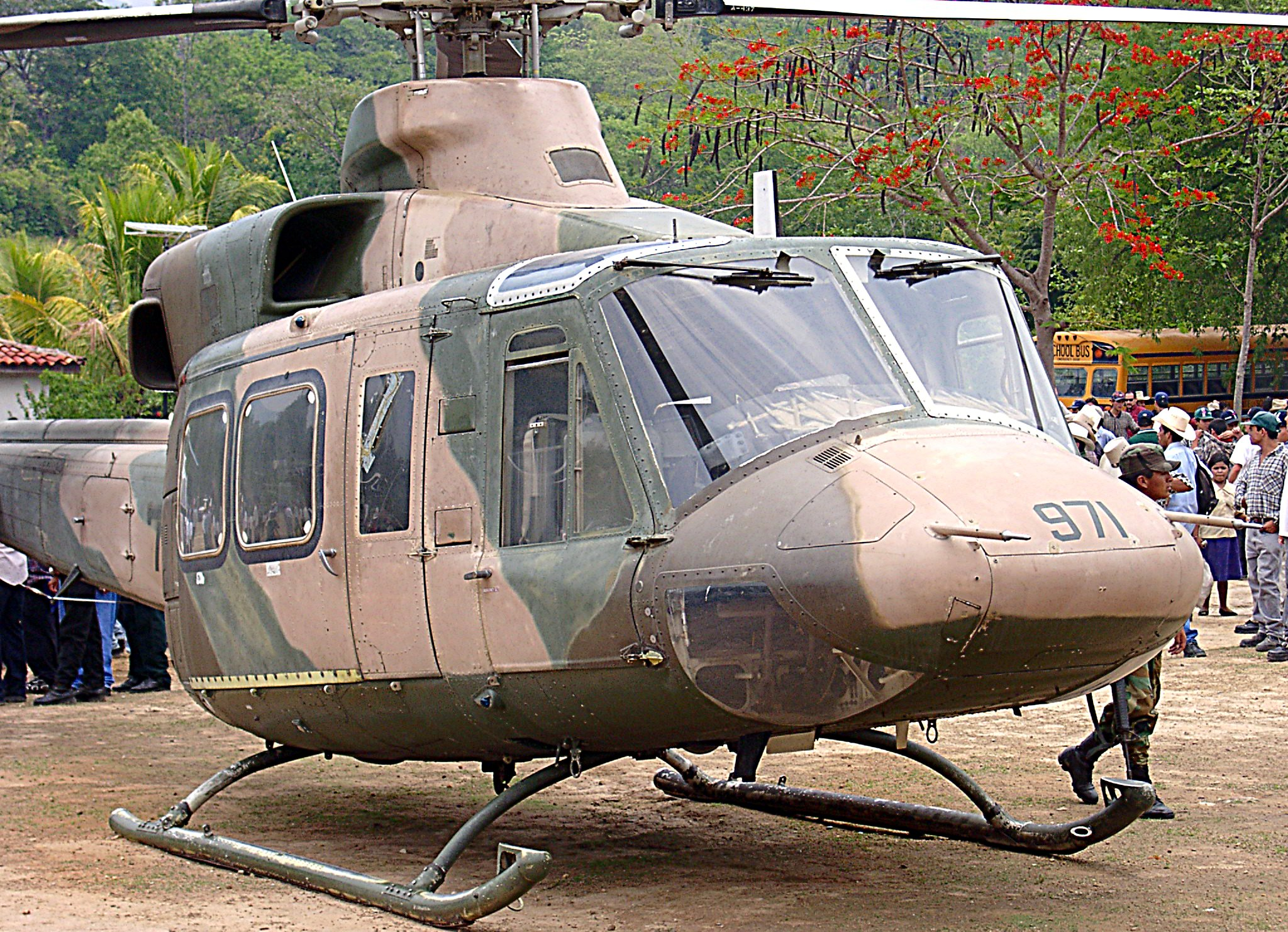
Bell 412.
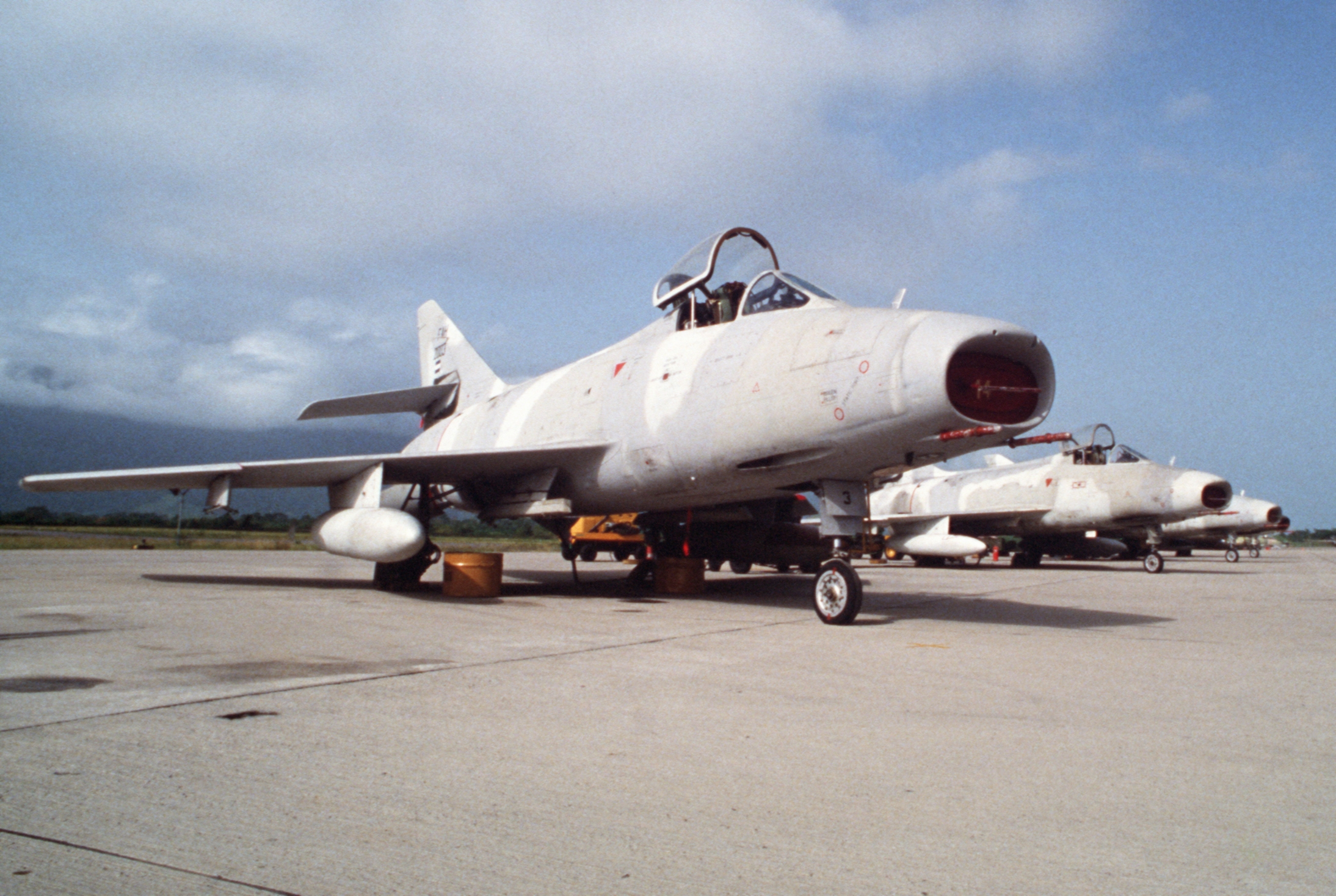
Dassault Super Mystère B2 en 1988.
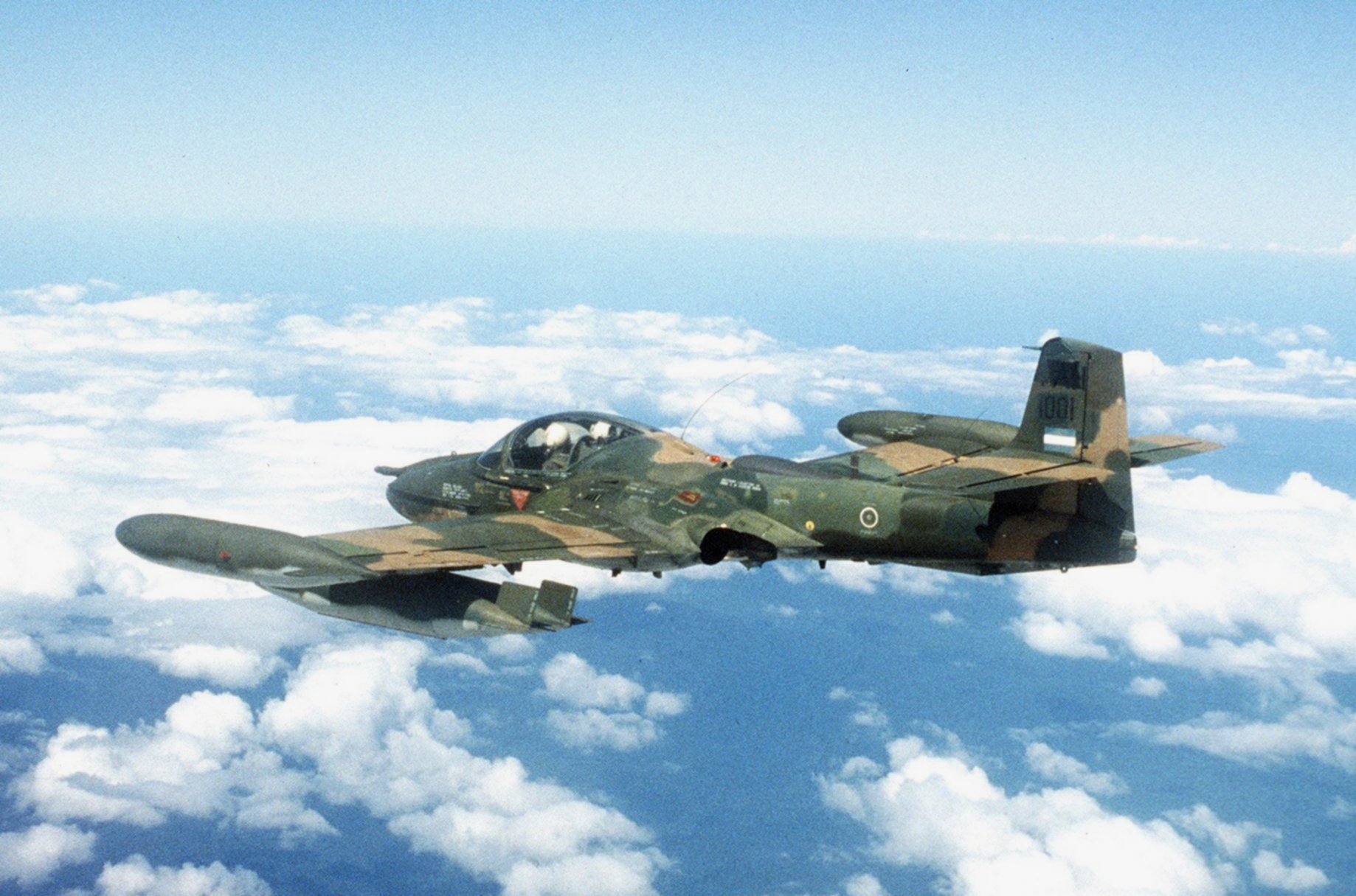
Cessna A-37B Dragonfly.
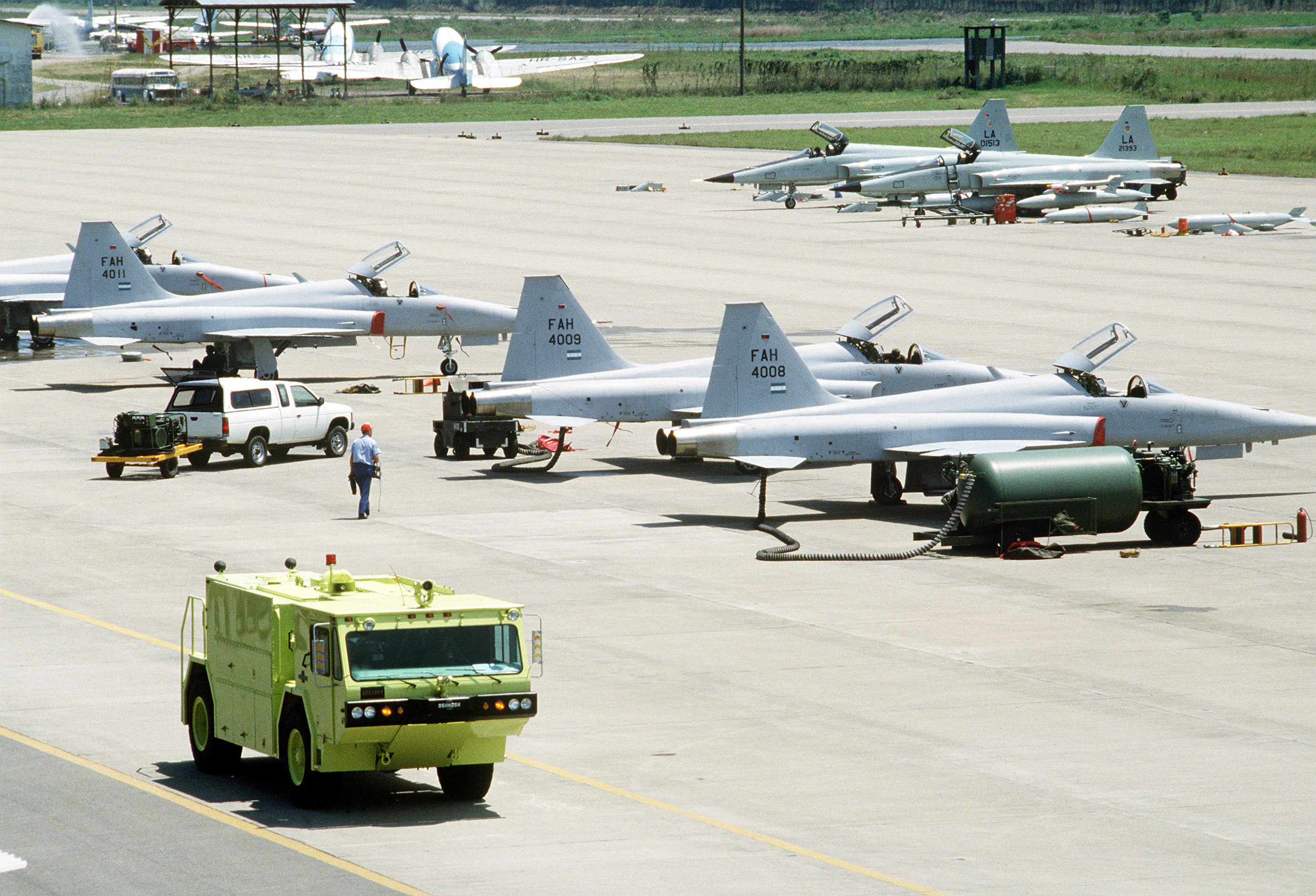
Northrop F-5E Tiger II en 1989.
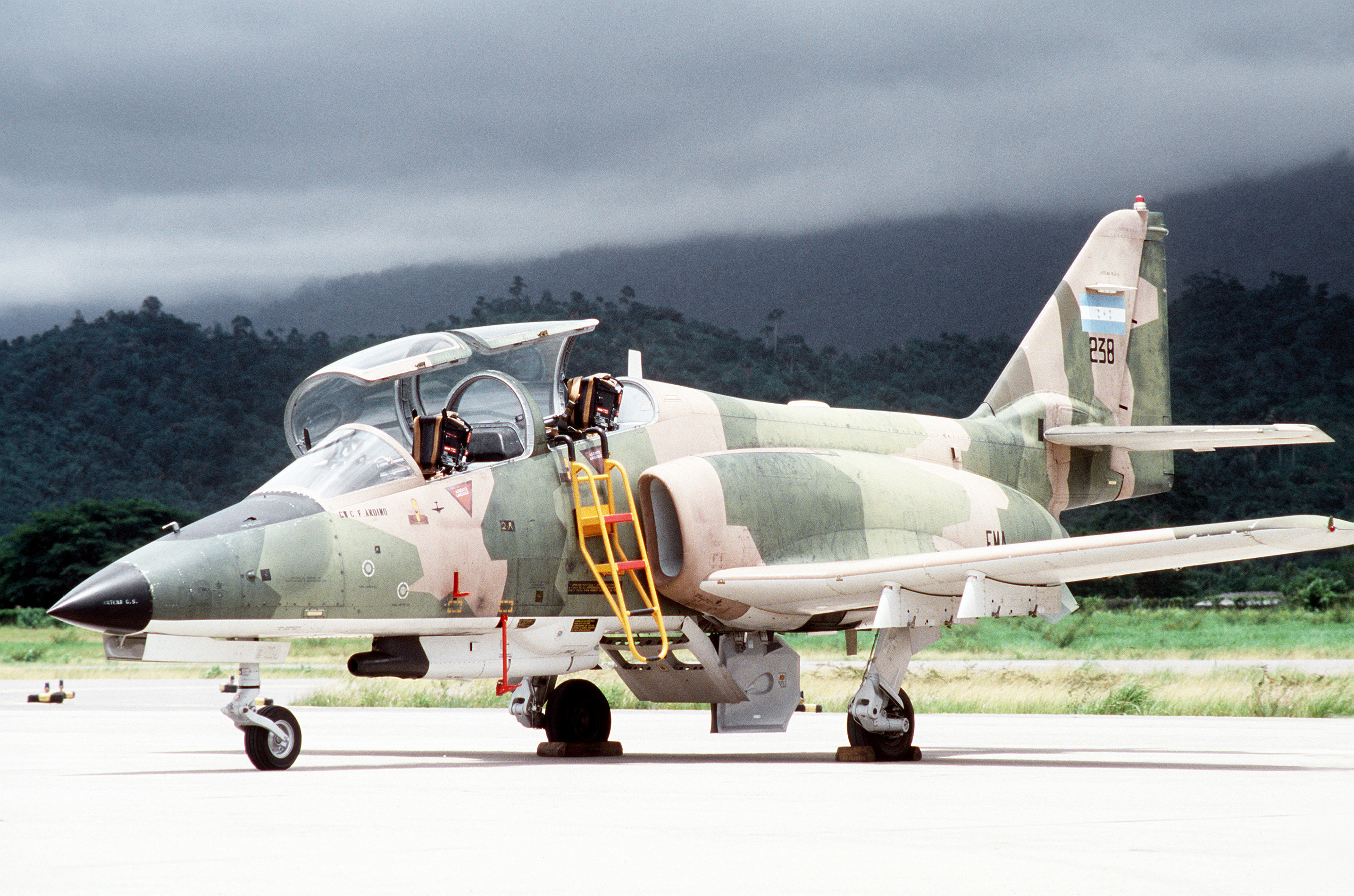
Casa C.101BB en 1988.

### Sources Bibliographiques
- (en) Daniel P. Hagedorn, Central American & Caribbean Air Forces, Tonbridge, Kent, Air Britain Publication, 1993, 154 p. (ISBN 978-0-851-30210-2, OCLC 30148448)
- (en) David Willis, Aerospace encyclopedia of world air forces, London Westport, CT, USA, Aerospace Pub. AIRtime Pub, 1999, 320 p. (ISBN 978-1-861-84045-5 et 978-1-880-58830-7)